# 清廉潔白
| ウィキペディアには「清廉潔白」という見出しの百科事典記事はありません（タイトルに「清廉潔白」を含むページの一覧/「清廉潔白」で始まるページの一覧）。 代わりにウィクショナリーのページ「清廉潔白」が役に立つかもしれません。 |